# Kerivoula lenis
Kerivoula lenis é uma espécie de morcego da família Vespertilionidae. Pode ser encontrado na Índia, Malásia e Indonésia.